# 2e cérémonie des Africa Movie Academy Awards
La 2e cérémonie des Africa Movie Academy Awards s'est tenue le 29 avril 2006 au Gloryland Cultural Centre à Yenagoa, Bayelsa State, Nigeria, pour honorer les meilleurs films africains de 2005. La cérémonie a été retransmise en direct à la télévision nationale nigériane.
De nombreuses célébrités et hauts responsables politiques nigérians ont assisté à l'événement, dont Goodluck Jonathan et diverses acteurs de Nollywood.
L'invitée spéciale était l'artiste sud-africaine Miriam Makeba, lauréate d'un Grammy Award, qui s'est produite lors de la cérémonie. L'acteur et dramaturge vétéran nigérian Hubert Ogunde reçu un prix a titre posthume.

## Gagnants

### Récompenses majeures
Les lauréats des 19 catégories de prix sont répertoriés en premier et mis en évidence en caractères gras.
| Meilleure image | Meilleur réalisateur |
| --- | --- |
| - Rising Moon (Nigeria) - Secret Adventure (Nigeria) - Behind Closed Door (Nigeria) - Anini (Nigeria) - Arrou - Prevention (Nigeria) - Tanyaradzwa (Zimbabwe) - My Mother’s Heart (Ghana) - Sofia (Burkina Faso) | - Andy Nwakolor – Rising Moon - Lancelot Imasuen - Behind Closed Door - Andy Amenechi - Secret Adventure - Lancelot Imasuen - Family Battle - Fred Amata - Anini - Teco Benson - Day of Atonement - Ifeanyi Onyeabor - My Mother’s Heart - Boubakar Diallo - Sofia |
| Meilleure actrice dans un rôle principal | Meilleure acteur dans un rôle principal |
| - Joke Silva - Widow’s Cot - Stella Damasus - Behind Closed Door - Onyeka Onwenu - Rising Moon - Akofa Asiedu - My Mother’s Heart - Alima Qiedraego - Sofia - Maradzika - Tanyaradzwa                            | - Kanayo O. Kanayo - Family Battle - Osita Iheme & Chinedu Ikedieze - Secret Adventure - Bil Aka - Sofia - Nosa Ehinwen - Anini - Modu Cessay - Arrou (Prevention)                                                                                                 |
| Meilleure actrice dans un second rôle | Meilleure acteur dans un second rôle |
| - Onyeka Onwenu - Widow’s Cot - Georgina Onuoha - Secret Adventure - Oge Okoye - Eagle’s Bride - Adji Dialo - Sofia - Awa Gassama - Arrou (Prevention)                                                           | - Justice Esiri - Rising Moon - Desmond Elliot - Behind Closed Door - Emeka Enyiocha - Family Battle - Arnold Chirisa - Tanyaradzwa - Kofi Adjorlolo - My Mother’s Heart - Henry Legema - Anini                                                                    |
| Meilleure actrice à venir | Meilleur acteur à venir |
| - Tendal Musoni - Tanyaradzwa - Chika Ike - To Love a Stranger - Lilian Ikpe - Behind Closed Door - Elezra Ofori - My Mother’s Heart                                                                             | - Sam Anyamela - Day of Atonement - Akume Akume - Rising Moon - Kalu Ikeagwu - Fragile Pain - Alagie Sarr - Arrou (Prevention) |
| Meilleure photographie | Meilleur scénario |
| - Tanyaradzwa (Zimbabwe) - Day of Atonement (Nigeria) - Rising Moon (Nigeria) - Family Battle (Nigeria) - Sofia (Burkina Faso) - My Mother's Heart (Ghana)                                                       | - Eagle's Bride (Nigeria) - Anini (Nigeria) - Behind Closed Doors (Nigeria) - Arrou (Gambie) - Tanyaradzwa (Zimbabwe) |
| Meilleure partition musicale | Meilleur son |
| - Sofia (Burkina Faso) - Behind Closed Doors (Nigeria) - Secret Adventure (Nigeria) - Arrou (Gambie) - Tanyaradzwa (Zimbabwe)                                                                                    | - Widow's Cot (Nigeria) - Eagle's Bride (Nigeria) - Behind Closed Doors (Nigeria) - Secret Adventure (Nigeria) - Rising Moon (Nigeria) - Arrou (Gambie) |
| Meilleur maquillage | Meilleur costume |
| - My Mother's Heart (Ghana) - Eagle's Bride (Nigeria) - Secret Adventure (Nigeria) - Rising Moon (Nigeria) | - Eagle's Bride (Nigeria) - Secret Adventure (Nigeria) - Rising Moon (Nigeria) - Arrou (Gambie) |
| Meilleur montage | Meilleurs effets originaux |
| - Rising Moon (Nigeria) - Family Battle (Nigeria) - Day of Atonement (Nigeria) - Sofia (Burkina Faso) | - Day of Atonement (Nigeria) - Widow's Cot (Nigeria) - Rising Moon (Nigeria) - My Mother's Heart (Ghana) |
| Meilleurs effets visuels | Meilleur documentaire |
| - Rising Moon (Nigeria) - Behind Closed Doors (Nigeria) - Secret Adventure (Nigeria) - My Mother's Heart (Ghana)                                                                                                 | - Tasuma - Ending a cane - House of love - Nollywood the young side of film - Salma yoba |
| Meilleur film autochtone | Best Marketer |
| - Izza - Mama Dearest - Agbara Oderest - Mfana Mbagha | - A-Z |
| Best Soap | |
| - Desperate Millionaire | |